# Поважний Аркадій Олександрович
Аркадій Олександрович Поважний (*22 травня 1972, м. Грозний, Чечня — 7 квітня 2025, Суми) — письменник, сценарист, краєзнавець, козак та політик. Дослідник махновського руху. Голова Сумської обласної організації Союзу Анархістів України.

## Біографія

### Родина
Народився в родині робітників. Батько  — Поважний Олександр  Володимирович, водій уродженець селища Краснокутськ, Харківської області, мати  — Поважна (із дому Малахова) Марія Олексіївна, медсестра, уродженка села Ольховатка Бєлгородської області.

### Навчання
Шкільне навчання почав у Краснокутській ЗОСШ Харківська область, закінчував Сумську ЗОШ № 6, 1987-1990 навчався у Роменському с\г технікумі, де у 1991 9 травня у результаті падіння з 5-го поверху травмував хребет.
2003  - закінчив філологічний факультет Сумського педагогічного університету (2003, дипл. робота «Специфіка відображення селянських визвольних змагань під проводом Нестора Махна в літературі ХХ-XXI ст.»).

## Творчість

Андрій Шкіль та Аркадій Поважний. Париж 25 березня 2016. Презентація книжки «Генерал»

Творчу діяльність розпочав як музикант  — автор і виконавець рок-пісень сумського гурту «Павлін-Мавлін» (1992—1995). З 2000 активний член літературно-мистецької студії «Орфей», яка діє при Сум. пед. університеті. Перший твір надрукований у 1994-му році в місцевій жовтій газеті «Ніколай». Загалом у світ письменництва Аркадія привів Микола Лазарко, запропонувавши його твір «Аполон» редакції альманаху сумських письменників «Слобожанщина», на той час Лазарко очолював студію Орфей. Певний період працює в малій прозі. В місцевій періодиці публікувалися новели. Твори носять гумористичний напрям. Пізніше береться за велику прозу. 
Деякі твори викладені на сайті Букнет. 
Автор творів:
| Назва                        | рік         | видавництво                                                                    | зміст                                                                                          |
| ---------------------------- | ----------- | ------------------------------------------------------------------------------ | ---------------------------------------------------------------------------------------------- |
| Останній ветеран             | 2002        | вид-во Собор, Суми                                                             | (збірка оповідань)                                                                             |
| Печера (роман)               | 2004        | вид-во «МакДен», Суми                                                          | пригодницький роман                                                                            |
| Диверсант повстанської армії | 2010        | видавець ФОП Корощенко О. М. , Суми                                            | роман присвячений бійцям УПА                                                                   |
| Сповідь партизана            | 2012        | ТОВ «КСК-Альянс», Запоріжжя (книга видана за підтримки товариства Івана Сірка) | повість, що викриває який насправді був внутрішній устрій більшовицьких партизанів-ковпаківців |
| Кам'яний воїн                | 2013 — 2014 | ТОВ «КСК-Альянс», Запоріжжя                                                    | роман присвячений життю і діяльності Нестора Махна                                             |
| Генерал (роман)              | 2015        | «Писаний Камінь» Косів                                                         | твір про життя і боротьбу шефа СБ ОУН (б) Миколи Арсенича, автор передмови — Андрій Шкіль      |

Титульна сторінка повісті «Сповідь партизана», автор оформлювач Свириденко С. І.

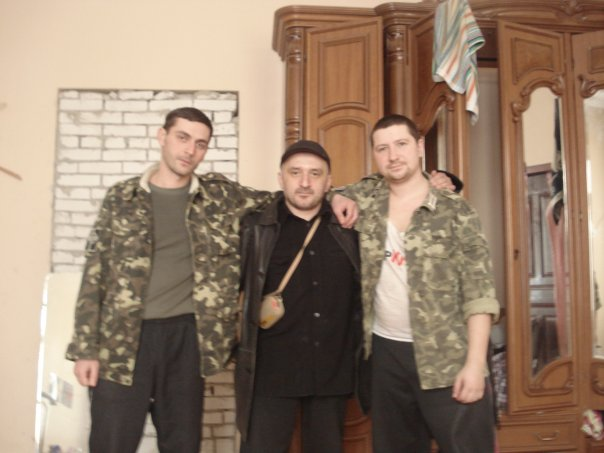
Ігор Гаркавенко, Аркадій Поважний та Олег Голтвянський

Титульна сторінка роману «Диверсант Повстанської Армії», автор оформлювач Свириденко С. І.

Друкувався у ж. «Слобожанщина» (м. Суми), «Крона слова» (м. Суми) «Орфей: проза» (м. Суми), «Дніпро» № 2 2014 р. (м. Київ), «Склянка часу» № 67 (Канів).

## Політична діяльність

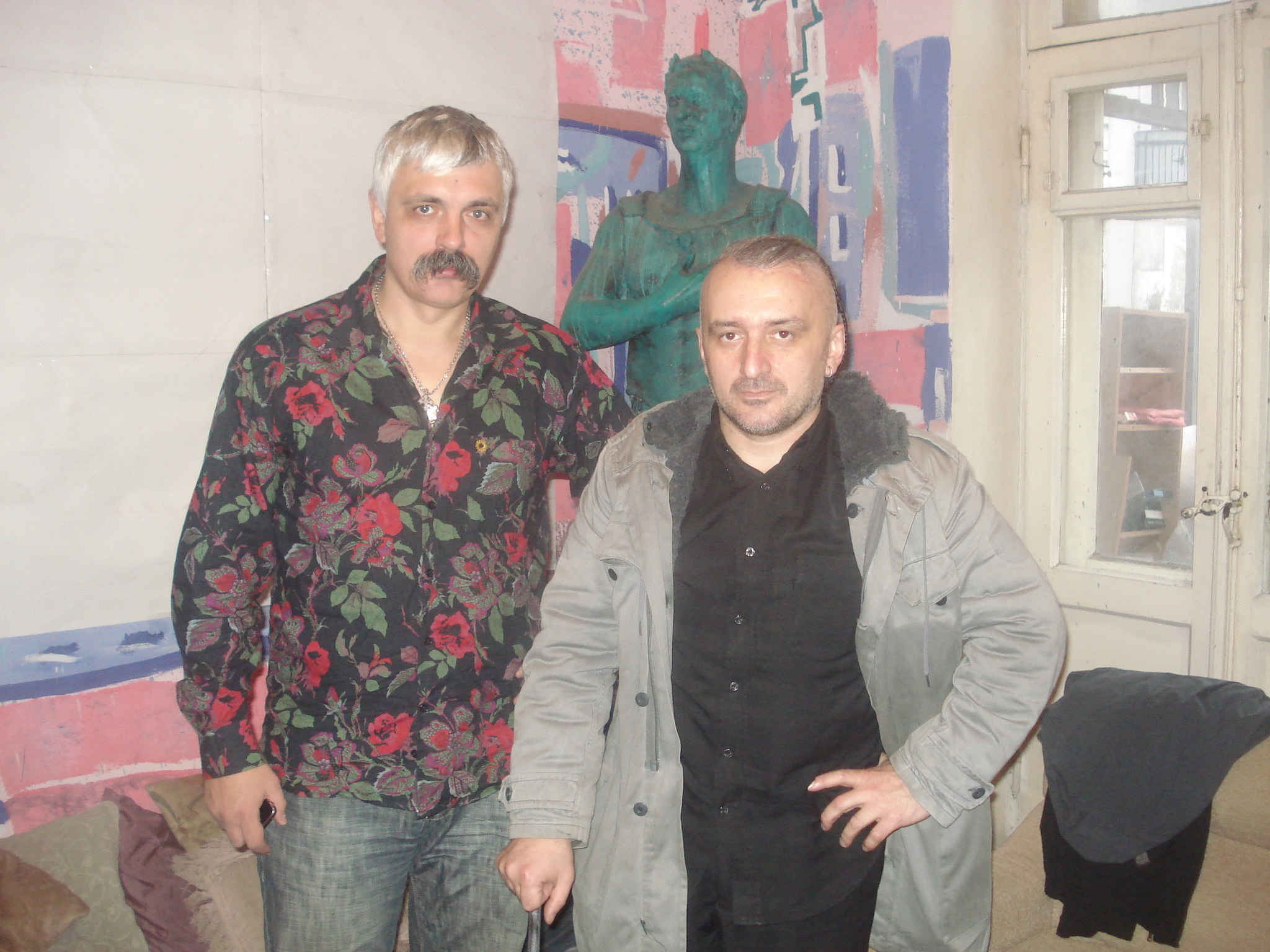
Аркадій Поважний з Дмитром Корчинським

Поважний  — прихильник політичної доктрини анархо-націоналізму. Брав участь у міжнародних анархістських таборуваннях, вивчав твори Махна та Кропоткіна. З 2006 очолює обласну організацію політичної партії Союз Анархістів України. У 2010 році один із кандидатів у народні депутати у Сумському районі. Тоді регіональне відділення Союзу Анархістів України у Сумській області набрало 875 прихильників.
2015, 2018  — кандидат в депутати до Сумської міської Ради по 25 округу від ВО «Свобода».

### Громадська робота
З 5 серпня 2011 року член Паліцинської академії  — культурно-мистецької організації, правонаступниці літературно-мистецького гуртка «Попівська академія», що діяв у XVII на початку XIX ст. у с. Попівка Сумського Повіту Харківської губернії, організованого Олександром Паліциним.
У жовтні 2012 започаткував у м. Суми Українську книгарню, яка орієнтована виключно на українську книжку, де перевага надається дитячій, та бандерівській літературі, однак за певних обставин, обумовлених фінансовим станом, книгарня проіснувала 7 місяців.

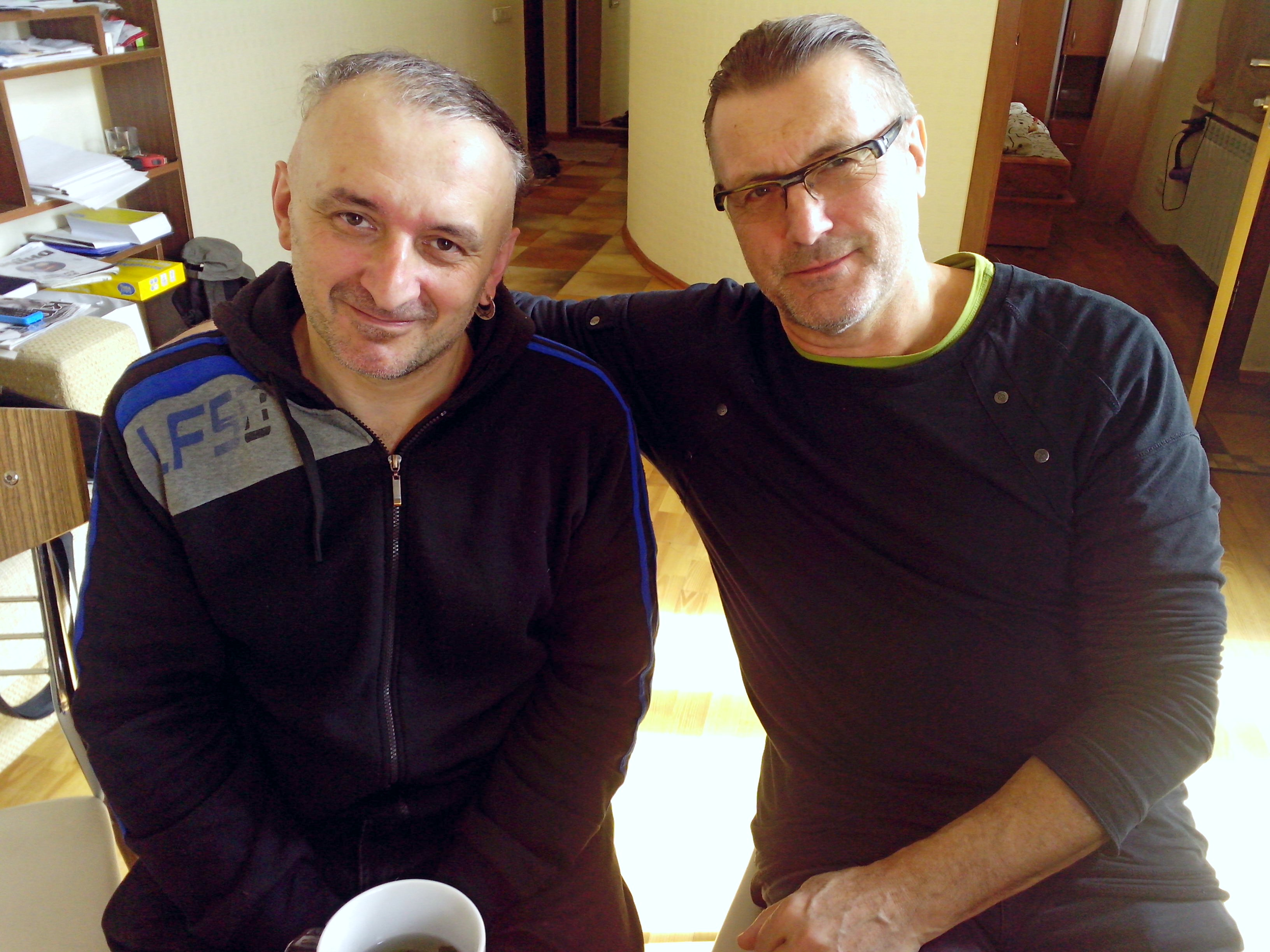
Аркадій Поважний з Григорієм Гладієм, Київ, 2015

За словами Аркадія його націоналістичний світогляд у свій час (на початку 90-х) сформував краєзнавець і журналіст Геннадій Петров, осудивши Аркадія за спілкування російською, назвавши «напівлюдиною», з тих пір Аркадій Поважний відмовився від спілкування російською мовою.

### Нагороди
22 січня 2015 до Дня Соборності України від сумської адміністрації отримав почесну грамоту «За активну творчу, просвітницьку та громадську діяльність».

## Цікаві факти
- Коли навчався у Роменському сільськогосподарському технікумі (1987—1991) навчився грати на гітарі, у приватній розмові технікум називає «музикально-тракторний», бо за його словами окрім базових умінь гри на гітарі більше нічому не навчився.
- На початку 90-х у майбутньому бачив себе тільки в ролі музиканта. Хоча деякі його новели вже друкувалися у місцевій періодиці. Як письменника себе визначив лише під час навчання у педагогічному університеті.
- Очолює неформальний гурт любителів зимового плавання (моржі). Пропагує повну відмову від куріння. Займався зимовим плаванням до 2019 р.
- Захоплюється вишивкою.
- У травні — червні 2017 пробувався на кастинг «Битви екстрасенсів» (17 сезон).
- Через травму хребта у 1991 пересувається за допомоги ціпка. Має групу інвалідності.

### Релігійні переконання
Рідновір.